# Elizabeth Bulman
Elizabeth Bulman es una deportista estadounidense que compitió en triatlón. Ganó una medalla de plata en el Campeonato Mundial de Ironman de 1985.

## Palmarés internacional
| Campeonato Mundial | Campeonato Mundial     | Campeonato Mundial | Campeonato Mundial |
| Año                | Lugar                  | Medalla            | Prueba             |
| ------------------ | ---------------------- | ------------------ | ------------------ |
| 1985               | Hawái (Estados Unidos) | Medalla de plata   | Individual         |